# Umutara
L'Umutura était, avant la réforme administrative de 2006, l'une des douze provinces du Rwanda ; située à l'est du Rwanda, où se trouve le parc national de l’Akagera, elle était frontalière de l'Ouganda et de la Tanzanie.
Elle est aujourd'hui intégrée avec l'ancienne province de Kibungo et le Bugesera (une partie de l'ancienne province de Kigali rural) dans la Province de l'Est dont le chef-lieu est Rwamagana.

### Articles liés
- Provinces du Rwanda
- Anciennes structures administratives du Rwanda (jusqu'au 1er janvier 2006)